# Jonas Strifler
Jonas Strifler (* 30. Januar 1990 in Schwetzingen) ist ein ehemaliger deutscher Fußballspieler. Er kann als rechter Verteidiger oder Sechser eingesetzt werden.

## Laufbahn

### Im Verein
Strifler spielte in der Jugend zunächst für den FC-Astoria Walldorf, bevor er zum Karlsruher SC und dann zur TSG 1899 Hoffenheim wechselte. Hier gehörte er auch zum Seniorenkader, kam dort aber nicht zum Einsatz. Nach seinem Abitur an der Johann-Philipp-Bronner-Schule Wiesloch wurde im Sommer 2009 sein Vertrag dort aufgelöst, sodass er am letzten Tag der Transferperiode in die 3. Liga zu Dynamo Dresden wechseln konnte. Dort sicherte er sich sofort einen Stammplatz und bestritt bereits zwei Tage nach seiner Verpflichtung, am 2. September 2009, sein Profiligadebüt, als er beim torlosen Heim-Unentschieden am 7. Spieltag der Saison 2009/10 gegen den VfL Osnabrück durchspielte. Zur Saison 2011/12 engagierte ihn der TSV Alemannia Aachen, nachdem er mit Dresden den Aufstieg in die 2. Fußball-Bundesliga feiern konnte.
Im Sommer 2012 wechselte Strifler zum Drittligisten Wacker Burghausen. Dort unterzeichnete er einen Einjahresvertrag, welcher bis zum 30. Juni 2013 datiert war. Am 25. Januar 2013 wechselte Strifler zum Ligakonkurrenten Arminia Bielefeld. Der Verein hatte am selben Tag das Nachlizenzierungsverfahren bestanden, weshalb Strifler überhaupt erst verpflichtet werden durfte, so dass viele Fans vom Abschluss des Vertrages mit ihm erst durch die Mannschaftsaufstellung erfuhren. Mit der Arminia gewann Strifler 2013 den Westfalenpokal und stieg in die 2. Bundesliga auf.
Im Januar 2016 wechselte Strifler zum SV Waldhof Mannheim in die Regionalliga Südwest. „Mit Jonas haben wir einen Spieler geholt, der im Mittelfeld als Achter und als Sechser sehr flexibel einsetzbar ist. Für diese Positionen haben wir ihn auch verpflichtet, da er eine sehr gute Balleroberungsmentalität hat. Jonas kann auch auf beiden Außenverteidigerpositionen spielen und bietet uns somit mehr Flexibilität“, so Cheftrainer Kenan Koçak. Im Januar 2017 kehrte Strifler nach Ostwestfalen zurück und wechselte zum SC Verl. Im Sommer 2017 wechselte Strifler erneut, diesmal in die Oberliga Westfalen zur zweiten Mannschaft des FC Schalke 04.
Im Sommer 2018 verkündete Strifler sein Karriereende.

### In der Nationalmannschaft
Strifler spielte für alle deutschen Nachwuchsnationalmannschaften von der U-17 bis zur U-20. Mit der U-17-Nationalmannschaft nahm er an der Weltmeisterschaft 2007 teil, bei der Deutschland den dritten Platz belegte.

## Erfolge
- 2011: Aufstieg in die 2. Bundesliga mit Dynamo Dresden
- 2013: Aufstieg in die 2. Bundesliga mit Arminia Bielefeld
- 2013: Westfalenpokalsieger mit Arminia Bielefeld
- 2015: Drittliga-Meister 2014/15 und Aufstieg in die 2. Bundesliga